# Nigéria nos Jogos Olímpicos de Verão de 1960
A Nigéria competiu nos Jogos Olímpicos de Verão de 1960 em Roma, Itália.